# Aphelinus marlatti
Aphelinus marlatti är en stekelart som först beskrevs av William Harris Ashmead 1888.  Aphelinus marlatti ingår i släktet Aphelinus och familjen växtlussteklar. Inga underarter finns listade i Catalogue of Life.